# 松下太輔
松下 太輔（まつした だいすけ、1981年10月31日 - ）は、静岡県磐田市出身の元プロサッカー選手、現サッカー指導者。現役当時のポジションはゴールキーパー。

## 来歴
ジュビロ磐田ユース所属の1999年、日本クラブユース、全日本ユースの2冠を達成。地元磐田市出身であり同年度のユースチームから唯一のトップチーム昇格者として期待された。
2001年には出場機会を得るため期限付き移籍で静岡産業大学（当時はJFLに所属）へ移籍し正GKを務めた。その後磐田に復帰するがやはり出場機会は得られず、2004年にヴァンフォーレ甲府へ期限付き移籍、翌年完全移籍。
2005年後半にはスターティングメンバーを獲得するが、阿部謙作がヴィッセル神戸から復帰するとその地位を奪われる。2006年12月、契約満了により甲府を退団した後、現役引退。
2007年2月よりフェルヴォローザ石川・白山FCにゴールキーパーコーチとして所属する。2007年8月にフェルヴォローザの経営悪化により契約を解除された。
2008年よりヴァンフォーレ甲府JrユースGKコーチ、2010年より同チームのトップチームGKコーチに就任。2010年には同クラブのGK荻晃太の負傷により緊急措置として8月から9月末まで選手登録されていた。

## 所属クラブ
- 1994年 - 1996年 ジュビロ磐田ジュニアユース（磐田市立竜洋中学校）
- 1997年 - 1999年 ジュビロ磐田ユース（静岡県立袋井高等学校）
- 2000年 - 2004年 ジュビロ磐田
  - 2001年 静岡産業大学（期限付き移籍）
  - 2004年 ヴァンフォーレ甲府（期限付き移籍）
- 2005年 - 2006年 ヴァンフォーレ甲府
- 2010年8月 - 同年9月  ヴァンフォーレ甲府

## 個人成績
| 国内大会個人成績 | 国内大会個人成績 | 国内大会個人成績 | 国内大会個人成績 | 国内大会個人成績 | 国内大会個人成績 | 国内大会個人成績 | 国内大会個人成績 | 国内大会個人成績 | 国内大会個人成績 | 国内大会個人成績 | 国内大会個人成績 |
| 年度             | クラブ           | 背番号           | リーグ           | リーグ戦         | リーグ戦         | リーグ杯         | リーグ杯         | オープン杯       | オープン杯       | 期間通算         | 期間通算         |
| 年度             | クラブ           | 背番号           | リーグ           | 出場             | 得点             | 出場             | 得点             | 出場             | 得点             | 出場             | 得点             |
| 日本             | 日本             | 日本             | 日本             | リーグ戦         | リーグ戦         | リーグ杯         | リーグ杯         | 天皇杯           | 天皇杯           | 期間通算         | 期間通算         |
| ---------------- | ---------------- | ---------------- | ---------------- | ---------------- | ---------------- | ---------------- | ---------------- | ---------------- | ---------------- | ---------------- | ---------------- |
| 2000             | 磐田             | 31               | J1               | 0                | 0                | 0                | 0                | 0                | 0                | 0                | 0                |
| 2001             | 磐田             | 16               | J1               | 0                | 0                | 0                | 0                | -                | -                | 0                | 0                |
| 2001             | 静産大           | 26               | JFL              | 20               | 0                | -                | -                | -                | -                | 0                | 0                |
| 2002             | 磐田             | 16               | J1               | 0                | 0                | 0                | 0                | 0                | 0                | 0                | 0                |
| 2003             | 磐田             | 16               | J1               | 0                | 0                | 0                | 0                | 0                | 0                | 0                | 0                |
| 2004             | 甲府             | 22               | J2               | 3                | 0                | -                | -                | 0                | 0                | 3                | 0                |
| 2005             | 甲府             | 1                | J2               | 9                | 0                | -                | -                | 0                | 0                | 9                | 0                |
| 2006             | 甲府             | 22               | J1               | 0                | 0                | 0                | 0                | 0                | 0                | 0                | 0                |
| 2010             | 甲府             | 31               | J2               | 0                | 0                | -                | -                | 0                | 0                | 0                | 0                |
| 通算             | 日本             | 日本             | J1               | 0                | 0                | 0                | 0                | 0                | 0                | 0                | 0                |
| 通算             | 日本             | 日本             | J2               | 12               | 0                | -                | -                | 0                | 0                | 12               | 0                |
| 通算             | 日本             | 日本             | JFL              | 20               | 0                | -                | -                | -                | -                | 0                | 0                |
| 総通算           | 総通算           | 総通算           | 総通算           | 32               | 0                | 0                | 0                | 0                | 0                | 32               | 0                |

- Jリーグ初出場 - 2004年3月13日 J2 第1節 対コンサドーレ札幌戦 (札幌ドーム)

## 指導歴
- 2007年2月 - 同年7月 フェルヴォローザ石川・白山FC GKコーチ
- 2007年8月 - 同年12月 星稜高等学校サッカー部 コーチ
- 2008年 - ヴァンフォーレ甲府
  - 2008年1月 - 2009年12月 ジュニアユース GKコーチ
  - 2010年 トップチーム GKコーチ
  - 2011年 U-18・U-15 GKコーチ
  - 2012年 - 2018年4月 トップチーム GKコーチ
  - 2018年4月 - 同年12月 U-18 GKコーチ[4]
  - 2019年 - アカデミーGKコーチ